# Geometrijski izomerizam
U organskoj hemiji geometrijska izomerija (cis/trans izomerija, konfiguraciona izomerija, E/Z izomerija) je forma stereoizomerizma koja opisuje orijentaciju funkcionalnih grupa unutar molekula. Takvi izomeri najčešće sadrže dvostruke veze, koje ne mogu da rotiraju, mada mogu da se jave i u prstenastim strukturama. Cis i trans izomeri se javljaju u organskim i neorganskim koordinacionim kompleksima.
Termini cis i trans potiču iz latinskog jezika, u kome cis znači "na istoj strani" i trans znači "na drugoj strani" ili "preko". Termin "geometrijski izomerizam" se smatra zastarelim sinonimom "cis/trans izomerizma" po IUPAC-u. On se ponekad koristi kao sinonim za opšti stereoizomerizam.

## Organska hemija
Kad su supstituenti orijentisani u istom pravcu, dijastereomer se naziva cis, dok kad su supstituenti usmereni u suprotnim pravcima, dijastereomer je trans. Primer malog ugljovodonika koji manifestuje cis/trans izomerizam je 2-buten.
Aliciklična jedinjenja mogu da manifestuju cis/trans izomerizam. Primer geometrijskog izomera koji je posledica prstenaste strukture je 1,2-dihlorocikloheksan:
|                         |                         |
| -1,2-dihlorocikloheksan | -1,2-dihlorocikloheksan |

## Spoljašnje veze
- „IUPAC definicija "stereoizomerizma"” (PDF). Архивирано из оригинала (PDF) 29. 12. 2009. г. Приступљено 21. 02. 2019.
- „IUPAC definicija "geometrijske izomerije"” (PDF). Архивирано из оригинала (PDF) 07. 09. 2009. г. Приступљено 21. 02. 2019.
- „IUPAC definicija "cis-trans izomera"” (PDF). Архивирано из оригинала (PDF) 21. 08. 2010. г. Приступљено 21. 02. 2019.